# Холодець (село)
Хо́лодець — село в Україні, у Волочиській міській громаді Хмельницького району Хмельницької області. Населення становить 329 осіб. До 2020 орган місцевого самоврядування — Холодецька сільська рада.

## Географія
До складу Холодецької сільської ради входило два населених пункти — це села Холодець та Кушнірівка. Загальна площа населених пунктів становила 2137 га, в тому числі земель державної власності — 540 га, земель приватної власності — 1597 га. Станом на 1 січня 2007 року чисельність населення у с. Холодець становила 345 осіб, а у с. Кушнірівка — 267 осіб. Кількість домогосподарств у с. Холодець — 138 та с. Кушнірівка — 130 відповідно.
Територія села — розчленована рівнина, що знижується на північ до Поліської низовини. В минулому майже вся територія була вкрита степовою рослинністю, де з часом утворилися чорноземи. У низинах сформувалися лучно-болотні і болотні ґрунти.
На території села розташований піщаний кар'єр. У селі бере свій початок річка Південний Буг.

## Історія села Холодець
Школи грамоти відкрились в селі у 1880 році, в яких навчалось близько чотирнадцяти дітей. За основу навчання бралось навчання Закону Божого. Першим вчителем у 1880—1927 роках був Дударський Василь Дмитрович.
7 (20) листопада 1917 року, відповідно до Третього Універсалу Української Центральної Ради, увійшло до складу Української Народної Республіки.

Пам'ятник на братській могилі воїнів Армії УНР

Село також було свідком Українсько-радянської війни. 
1 червня 1919 року в районі села Купіль відбувалися криваві бої між Таращанським полком Червоної армії і 10-им полком сірожупанників Армії Української Народної Республіки. Того ж дня українці були відтиснуті більшовиками на захід. Сімнадцять українців потрапили у полон до червоних. Надвечір червоноармійці стратили військовополонених у селі Холодець, на березі місцевого ставка. Селяни зібрали помордовані тіла бійців та поховали на сільському цвинтарі. 24 серпня 1919 року командир 10-го полку сірожупанників Анатолій Костик, в числі інших бійців, відвідав село. Над могилою поставили дерев'яного хреста, відправили панахиду, військовою сальвою віддали шану полеглим. Навесні 2012 року поховання віднайшли дослідники благодійної ініціативи «Героїка». Протягом року активісти вивчали архівні документи, опитували старожилів, залучали доброчинців та небайдужих, аби спорудити на могилі бійців військовий пам'ятник. Будівництво пам'ятника тривало близько двох тижнів, до якого, в різний спосіб, долучилось декілька сотень осіб практично з усіх областей України. Будівельними роботами керував майстер «Героїки» Олег Собченко. До відновлення військової могили доклались і місцеві селяни, і небайдужі з сусідніх сіл. Пам'ятник освятили представники духовенства Української Автокефальної Православної Церкви. Під час виконання державного гімну почесна варта віддала сальву над могилою полеглих.
У 1927 році були організовані сільськогосподарські артілі: в селі Холодець — «Спартак», в селі Кушнірівка — імені Леніна, в Нутковій Слобідці — імені Дзержинського. В с. Холодець «Спартак» очолювала Жарікова, в селі Кушнірівка імені Леніна — Сікорський Тимофій. В 1930 році колективізація була завершена. На полях з'явилися перші машини, стали краще обробляти землі, зросла урожайність. Уже в 1932 році урожай жита становив 75 пудів з десятини, пшениці — 78 пудів.
З'явилися послідовники Марії Демченко. Ланка Цибрій Наталії дала рекордний врожай — 500 центнерів цукрових буряків з гектара, Кочаток Лукії — 400 центнерів з гектара.
Села зростали і в культурному відношенні. З'являлися масові школи, лікнепи. Все доросле населення і діти навчались. Першими вчителями радянського періоду були Боб Яків Григорович та комсомолка-активістка, яка навчала молодь у лікнепі, Дударська Ольга Василівна.
Незважаючи на рекордний врожай у 1932—1933 роках село стало жертвою жорстокого геноциду колективізації та Голодомору.
Життя багатьох сільських жителів також перервала німецька навала в 1941 році.
В селі Холодець діяла підпільна радянська партизанська група, якою керував партизан Старчиков. Група партизан, в яку входили комсомольці Стецюк Кирило, Стецюк Гліб, Трачук Макар, Трачук Михайло, постійно навіювали страх на німців, мстила поліцаям за зрадництво. В селі Купіль ними було спалено млин з великим запасом хліба. Партизани підтримували тісний зв'язок з населенням [джерело?].
В березні 1944 року в селі відновлено попередню окупаційну владу — радянську. В селах всі громадські будівлі були знищені. Лише дві конюшні залишились як згадка про колишній колгосп.
Почалось тяжке післявоєнне життя. В серпні 1944 року колгосп «Спартак» очолив Гасюк Ф. Господарювати було важко — не вистачало насіння, тягли, реманенту. Поля були вкрай занедбані.
Пізніше на безмежних полях з'явилися нові прекрасні машини. Лише в 1963 році весь врожай зернових та технічних культур було зібрано машинами. Весь врожай було зібрано в найкоротший строк і без втрат. Колгосп достроково виконав план продажу хліба державі.
На колгоспних полях працювало 17 тракторів, 4 бурякових та 3 зернових комбайни, 9 автомашин, які щоденно забезпечували колгоспне господарство всім необхідним. В цьому велика заслуга бригадира тракторної бригади, депутата сільської ради, комуніста Шевчука Дмитра Денисовича та колгоспного механіка Ільчука Ярослава Арсеновича.
В 1945—1946 роках колгосп очолював Кравець Герасим. В 1946—1950 роках колгосп «Спартак» очолював Трачук Лаврін. На той час головою сільської ради був Лавренюк Федір, секретарем сільської ради був Ільчук Костянтин Арсенович.
У 1950-х роках колгоспи «Спартак» с. Холодець, імені Леніна с. Кушнірівка, імені Дзержинського с. Нуткова Слобідка об'єднались і утворився один колгосп імені Дзержинського, який очолив Чиншовий. З'явилося багато добротних приміщень для худоби. Села частково було електрифіковано та радіофіковано, до послуг колгоспників — прекрасні клуби із стаціонарними кіноустановками, розпочалось будівництво шосейної дороги Холодець-Купіль.
Колгоспники стали жити заможно. У 1970-х роках відсвяткували новосілля 200 сімей. Щоденно відчувалася турбота про людей з боку партійної організації та правління колгоспу, який очолював комуніст Ревуцький Василь Іванович.
У 1960-х роках Холодецька і Кушнирівська сільські ради укрупнились і перейшли до Лонковецької сільської ради. Головою сільської ради на той час був Головатий Геннадій Захарович.
Високих показників у вирощуванні цукрових буряків досягли ланкова Дяченко Віра Альбінівна, за що була нагороджена орденом Леніна.
В квітні 1976 року утворилась Холодецька сільська рада народний депутатів. Головою сільської ради обрано Стецюка Кузьму Івановича, секретарем — Ковальчук Ганну Романівну.
До березня 2011 року головами сільської ради були Кушнір Любов Павлівна, Торкіш Олександр Васильович, Ковальчук Дмитро Васильович, Стрихар Анатолій Дмитрович, Трачук Катерина Адольфівна. Сьогодні сільську раду очолює Бандурко Антоніна Анатоліївна.
В період земельної реформи на території сільської утворилось сім сільгоспформувань: сільськогосподарський виробничий кооператив ім. Дзержинського і селянсько-фермерські господарства «Обрій», «Граніт», «Нектар», «Стріла», «Максим», «Лан».
В обох населених пунктах за останні роки відбулося багато змін. На території сільської ради побудовано млин, магазин «Надія», олійню, пекарню. В селах Холодець та Кушнірівка діють фельдшерсько-акушерський пункти, початкові школи, сільські клуби, бібліотека.
До складу депутатського корпусу Холодецької сільської ради входить 13 депутатів. На пленарних засіданнях сільської ради виносяться питання соціально-економічного розвитку населених пунктів сільської ради, обслуговування одиноких пристарілих жителів та інші. Депутати проводять роботу серед своїх виборців, беруть активну участь в житті села.
В селах Холодець і Кушнірівка височать обеліски Слави з викарбуваними іменами жителів села, які загинули в роки Другої світової війни.
12 червня 2020 року, відповідно до розпорядження Кабінету Міністрів України № 727-р «Про визначення адміністративних центрів та затвердження територій територіальних громад Хмельницької області», увійшло до складу Волочиської міської громади.
19 липня 2020 року, в результаті адміністративно-територіальної реформи та ліквідації Волочиського району, увійшло до складу новоутвореного Хмельницького району.

## Населення

### Мова
Розподіл населення за рідною мовою за даними :
| Мова       | Кількість | Відсоток |
| ---------- | --------- | -------- |
| українська | 375       | 100%     |

## Символіка
Затверджена 18 липня 2023р. рiшенням №16-29/2023 XXIX сесії міської ради VIII скликання. Автор - В.М.Напиткін.

### Герб
У зеленому щиті срібна хвиляста укорочене вістря, супроводжуване угорі золотим сонцем з шістнадцятьма променями, по сторонам двома золотими колосками в стовп. Щит вписаний в декоративний картуш і увінчаний золотою сільською короною. Унизу картуша напис "ХОЛОДЕЦЬ".
Два колоски - символ двох сіл, що входили до складу сільради, а також сільського господарства; хвилясте вістря - виток річки Південний Буг, що знаходиться поблизу села. Сонце - символ Поділля.

### Прапор
На зеленому квадратному полотнищі з нижніх кутів до середини виходить білий хвилястий трикутник, над яким жовте сонце з шістнадцятьма променями, по сторонам - два вертикальні жовті колоски.